# 华中稀子蕨
华中稀子蕨（学名：Monachosorella flagellaris var. nipponica）为稀子蕨科稀子旅蕨属下的一个变种。